# 刘易斯顿 (爱达荷州)
刘易斯顿（Lewiston）是美国爱达荷州内兹珀斯县的县治。目前人口有31894人（2010年）。人口在爱达荷州北部是仅次于Coeur d'Alene的第二名。在全州市第9名。主要产业是农业、造纸、木制品。